# Stortjärnen (Älvdalens socken, Dalarna)
Stortjärnen är en sjö i Älvdalens kommun i Dalarna och ingår i Dalälvens huvudavrinningsområde.